# Rafael Villegas Montesinos
Rafael Villegas Montesinos (Còrdova, 28 d'agost de 1875 - Madrid, 23 d'agost de 1936) va ser un militar espanyol.
el 1893, amb a penes divuit anys, ingressa en l'Acadèmia d'Infanteria de Toledo. El 12 d'octubre de 1928 obté l'ocupació de general de divisió.
Durant el govern d'Alejandro Lerroux és nomenat comandant de la V Divisió Orgànica, amb seu a Saragossa, càrrec que va ocupar entre febrer de 1935 i gener de 1936. També va ser vocal de la Sala Militar del Tribunal Suprem d'Espanya.
El 8 de març de 1936 va anar a Madrid a una reunió convocada pel general Mola a casa de l'oficial en la reserva i en la qual van participar diversos oficials d'alt rang. En aquella reunió es va acordar executar un futur cop d'estat que derroqués al govern del Front Popular. Mola va organitzar un pla de la revolta per a la capital en el qual comptava amb els generals Villegas, Fanjul i García de la Herrán, però l'organització de la trama conspiradora a Madrid va ser un caos des del principi. Segons l'historiador Julio Aróstegui, el general Villegas era l'encarregat de fer-se càrrec de la I Divisió Orgànica. Quan es va produir la revolta, Villegas es va mostrar dubitatiu i va ser Fanjul qui finalment va assumir el lideratge.
Després del fracàs de la revolta a Madrid, Villegas va ser detingut per les autoritats republicanes i posat sota custòdia a la presó Model. La matinada del 23 d'agost va ser assassinat per un grup de milicians, que s'havia pres per la força el control de la presó. Junt a ell també foren afusellats altres presos destacats com el general Osvaldo Capaz Montes o els dirigents falangistes Fernando Primo de Rivera i Julio Ruiz de Alda.